# Marcus Aurelius Marius

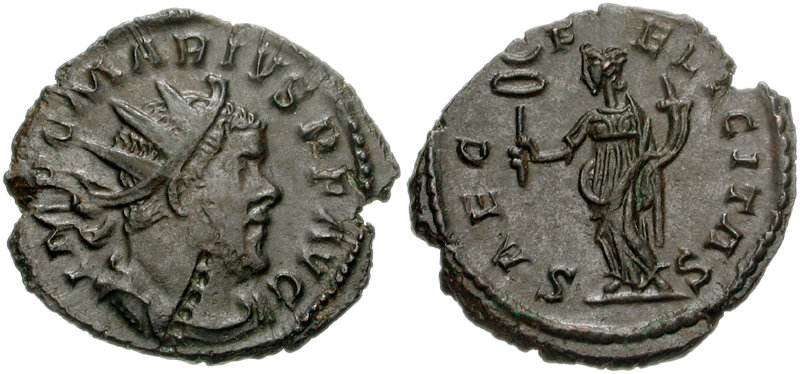
Marcus Aurelius Marius auf einem Antoninian

Marcus Aurelius Marius († 269 in Augusta Treverorum (Trier)) war Kaiser des Imperium Galliarum.
Einer späten Überlieferung zufolge war er Lagerschmied, der durch die Ränge der römischen Armee aufgestiegen und Offizier geworden war. Nach dem Tod des Postumus gelangte er an die Macht, wie berichtet wird für zwei oder drei Tage, bevor er von einem Schwert aus eigener Produktion getötet wurde.
Die Überlieferung ist vermutlich teilweise oder ganz falsch. Basierend auf der Zahl an Münzen, die er herausgab, liegt eine korrektere Angabe für seine Regierungszeit bei mindestens zwei oder drei Monaten.
Sein Nachfolger war Victorinus.